# سمارت وينجز
سمارت وينجز هي شركة طيران تشتغل بنظام الطيران المنخفض التكلفة، تتخد من مطار فاكلاف هافيل الدولي في براغ مركزاً لعملياتها.